# 府中市立府中第十中学校
府中市立府中第十中学校（ふちゅうしりつ ふちゅうだいじゅうちゅうがっこう）は、東京都府中市西府町四丁目にある公立の中学校である。

## 教育目標
人間性豊かな生徒の育成をめざし、将来の日本をになう人間にふさわしい底力のある生徒を育てる。
- 基礎的な学力をしっかりと身につける。
- 正しい判断力を養う。
- 積極的に体力づくりをする。
- なにごとにも進んで実践する。

## 沿革
- 1980年（昭和55年）4月1日 - 開校
- 同年5月10日プール完成
- 1987年（昭和62年）4月1日 - ボランティア活動、普及事業協力校を受ける（3年間）
- 1999年（平成11年）1月16日 - 東京都教育委員会 児童・生徒等表彰（環境美化活動）
- 2018年（平成30年）新プール完成。このプールが東京のモデルプールとなる。

## 部活動
運動部
- サッカー
- アスリート
- 男子バスケットボール
- 女子バスケットボール
- バドミントン
- バレーボール
- 剣道
- 女子テニス

文化部
- パソコン
- 吹奏楽
- アート

## 校区
- 西原町三丁目及び四丁目の全域
- 分梅町三丁目の50番（5及び21）、51番及び56から62番
- 住吉町三丁目の1から15番
- 四谷二丁目の1から21番
- 日新町一丁目、二丁目及び三丁目の全域
- 日新町四丁目の1から45番
- 日新町五丁目の1から21番
- 本宿町一丁目の9番、10番（6から26）、11から17番、18番（5から12、21、22、25及び27）、19番（2、4から8、11、12、14から19、23及び24）、36番、38番、40番及び41番
- 本宿町二丁目の22番及び24番
- 西府町の全域

## 交通
- JR東日本南武線谷保駅から徒歩10分
- JR東日本南武線西府駅から徒歩12分